# Cala Maset
La cala Maset és una petita platja natural del municipi de Sant Feliu de Guíxols (Baix Empordà), situada a la cala homònima, prop de la platja de Sant Pol, envoltada d'abundant vegetació (pins, alzines i alzines sureres). És coneguda també com la cala del Pont, doncs la carretera de Sant Feliu a Sant Pol hi passa per sobre, formant un viaducte. Orientada a l'est-nord-est, es un espai natural molt recollit, de dimensions reduïdes, aigües profundes i sorra fina. S'hi accedeix per unes escales situades a peu de carretera. El camí de ronda la voreja, en un tram peculiar, que discorre per túnels i vistes espectaculars.